# 扭計蛇

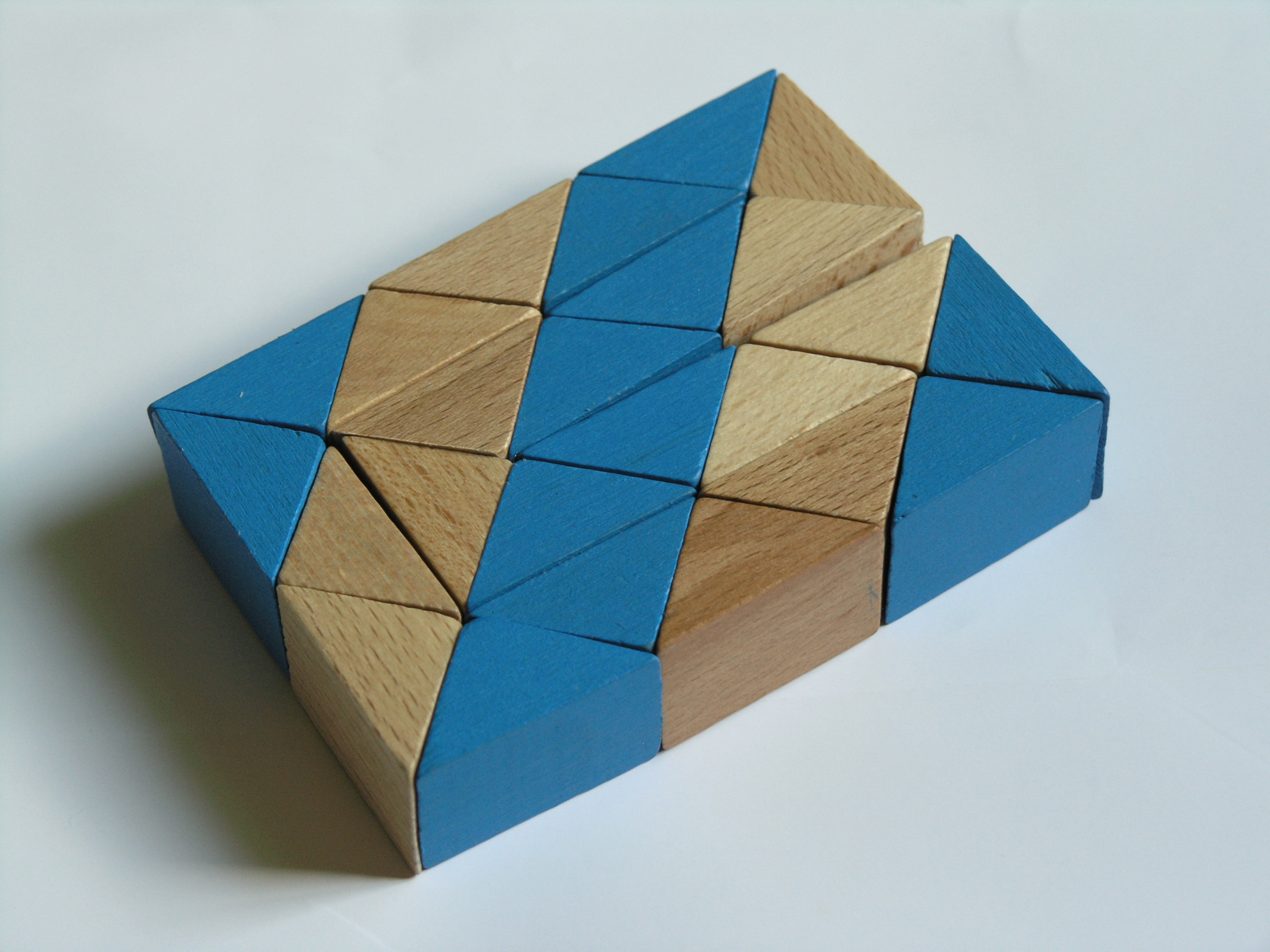
扭計蛇

扭計蛇（Rubik's Snake）是一種由二十四個相連的直角三角形柱體所組成的一種玩具。
每一個三角塊可以隨意地左右扭動，變成各種不同的東西（例如：狗、蛇、烏龜、球體、火箭、十字架和手風琴等），也可以把2條或以上的扭計蛇在扭成合適的形狀後再加以合併成為更複雜的東西。魔尺沒有所謂的原始形態，純粹是一種發揮創意的玩具。

## 數學相關
理論上扭計蛇共有{\displaystyle 4^{23}=\,70368744177664\approx \,7\times 10^{13}} 種形態(只計所有三角塊均以90度角扭動來計算)，但其實際形態變化則難以估計，因為有公式中所算出來的狀態有部份是不可能出現的（會出現重疊的情況）。

各種形態
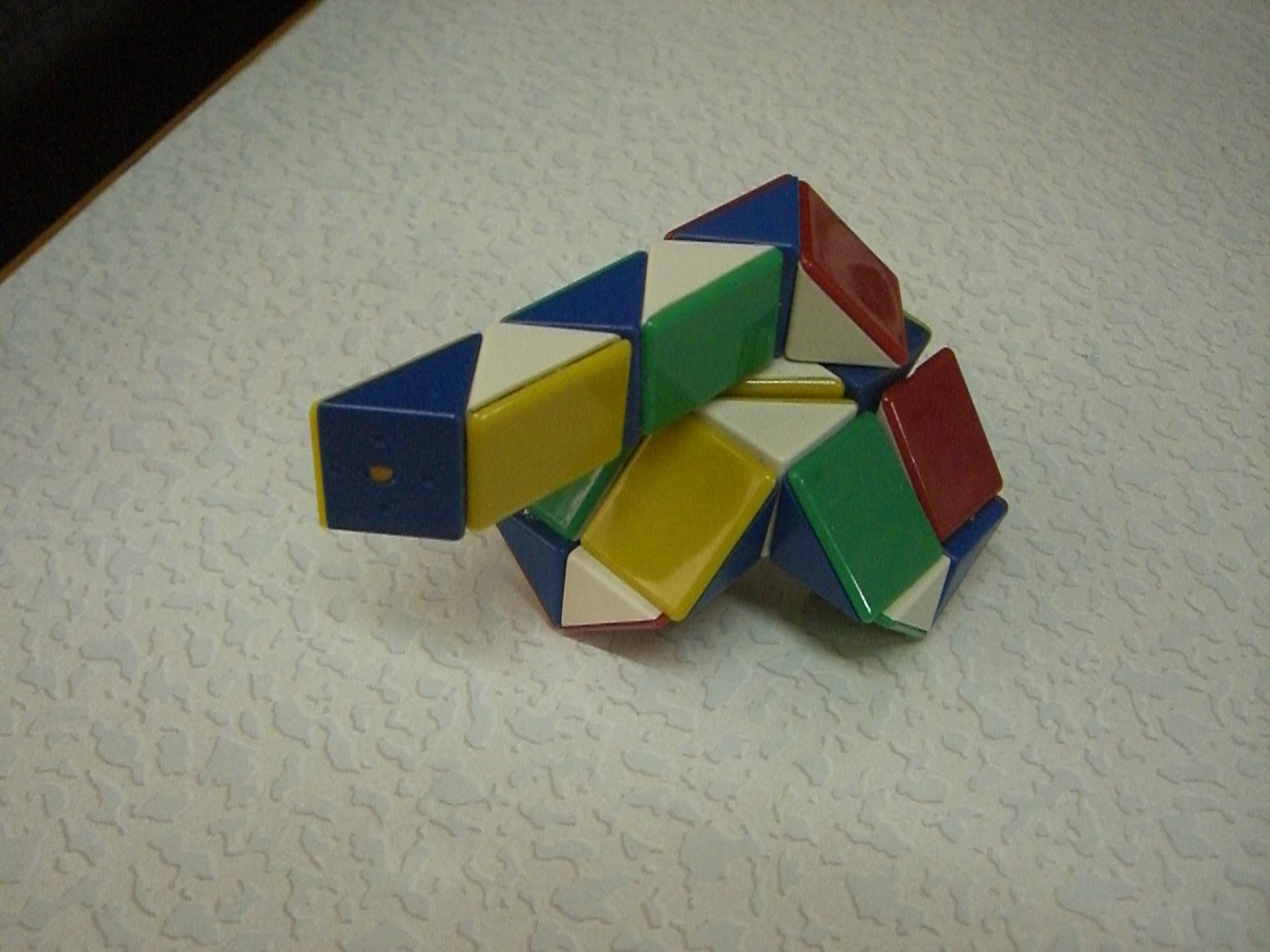
砲台
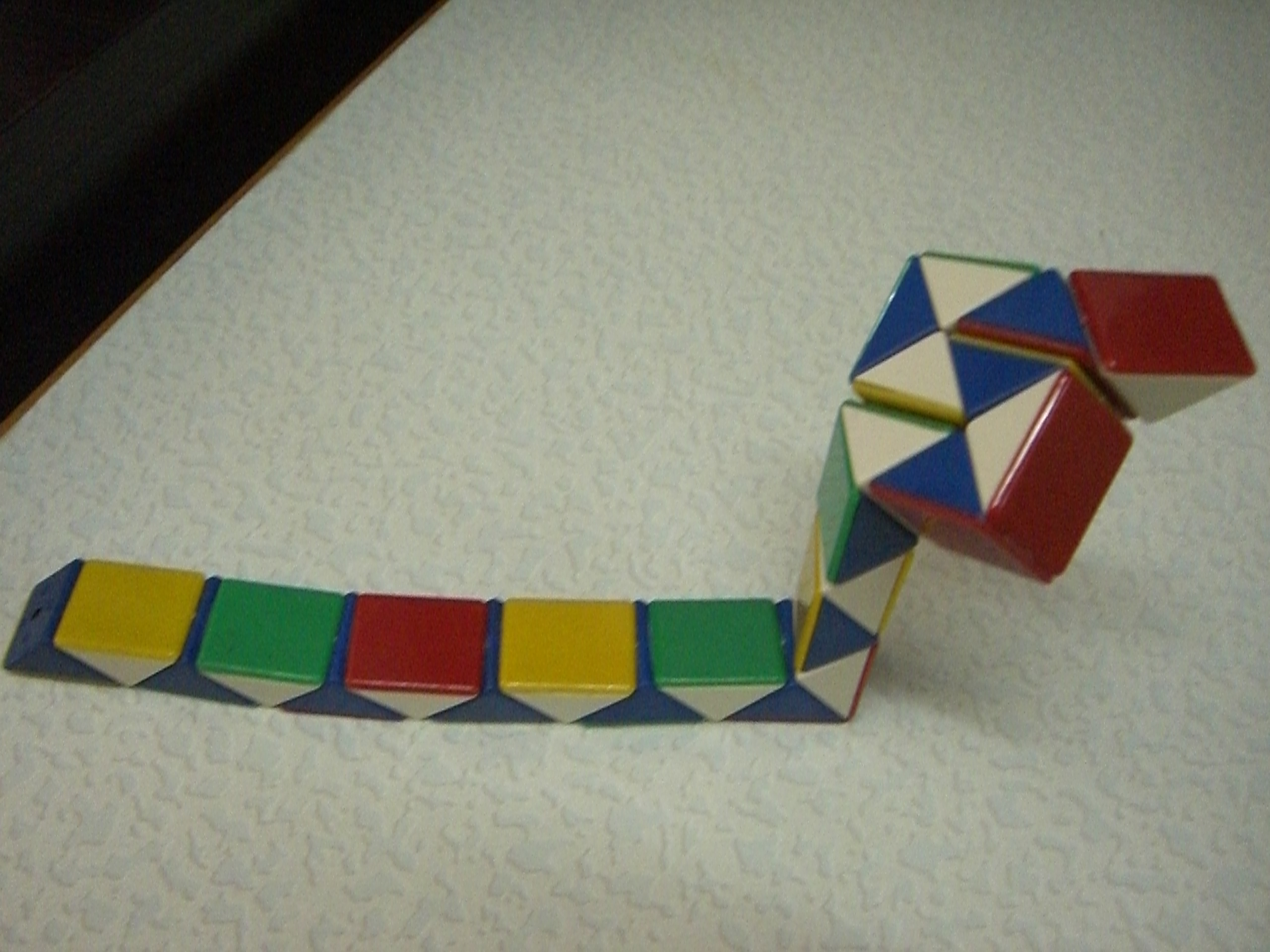
眼鏡蛇
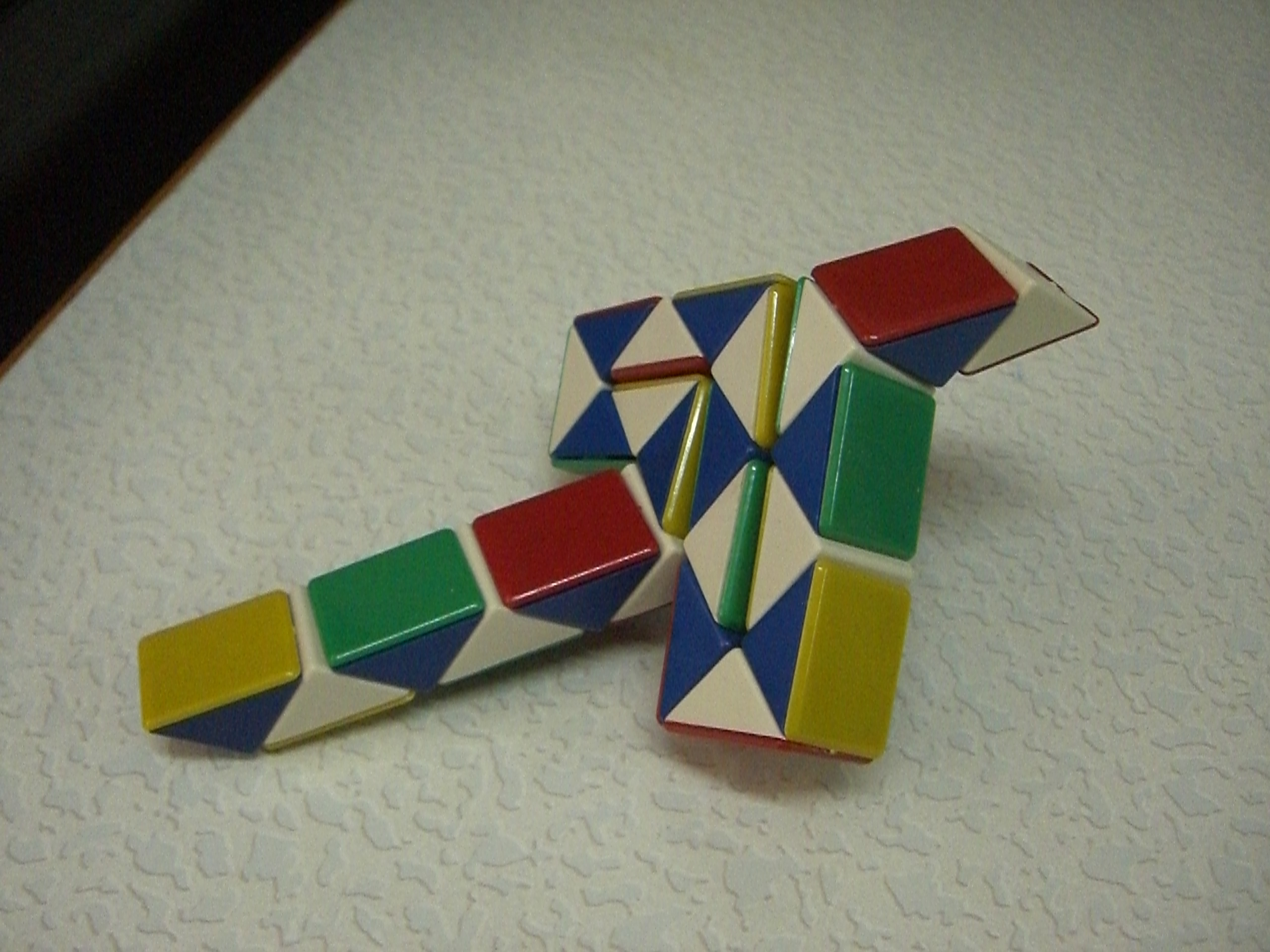
小鳥
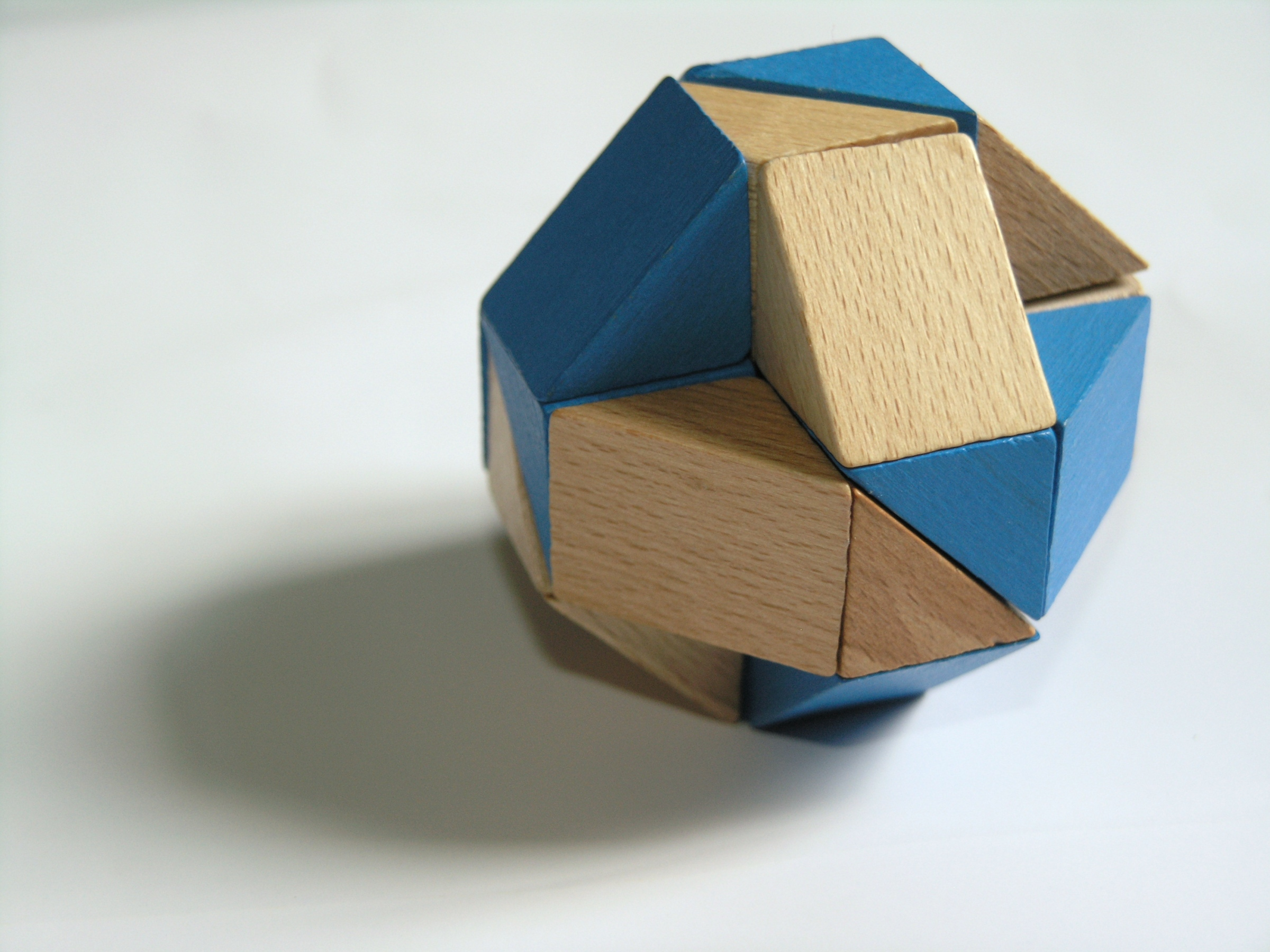
球體
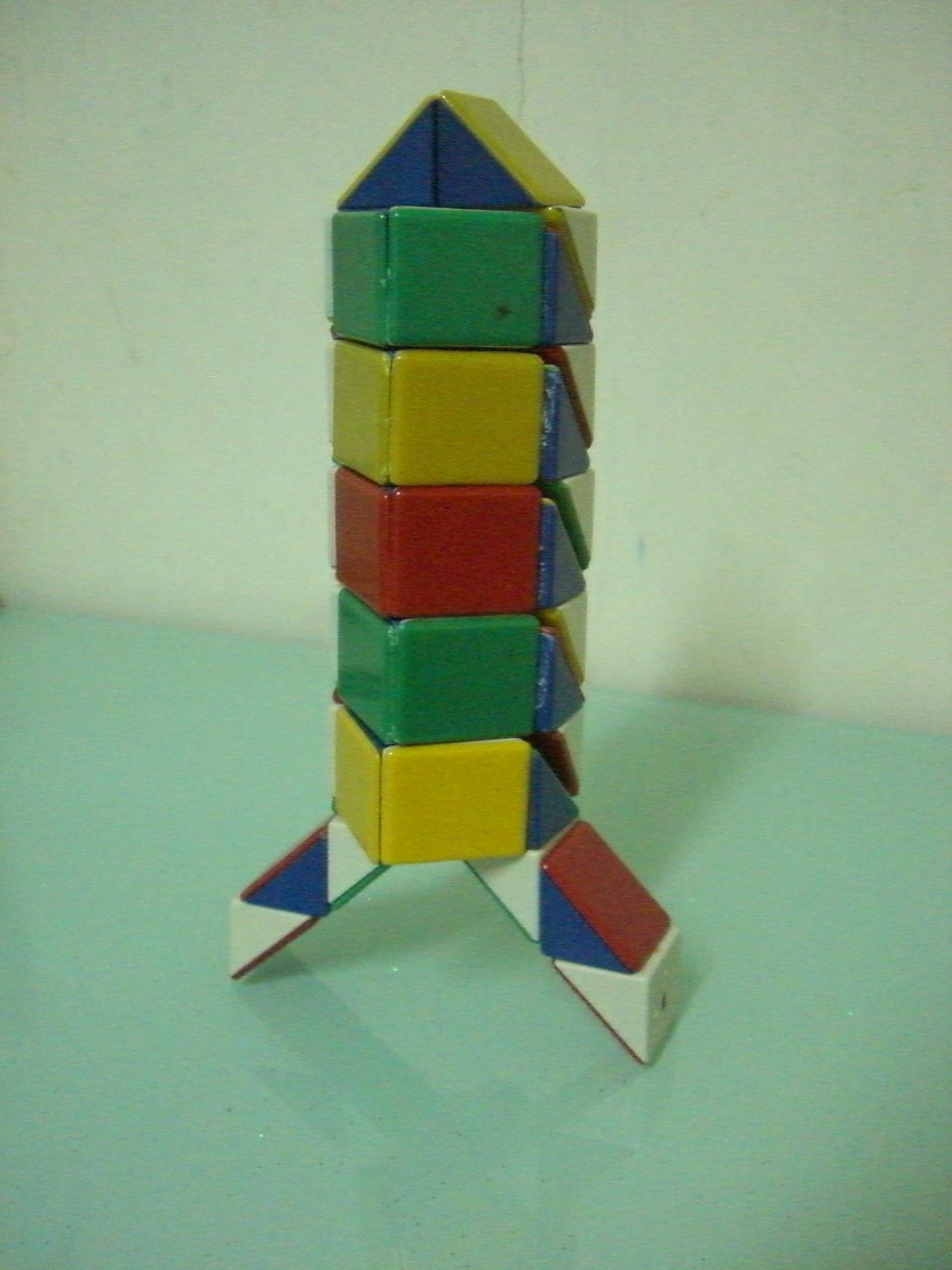
火箭(由2條扭計蛇拼成)